# Steudnera griffithii
Steudnera griffithii là một loài thực vật có hoa trong họ Ráy (Araceae). Loài này được (Schott) Hook.f. miêu tả khoa học đầu tiên năm 1893.